# Bryan Caplan
Bryan Douglas Caplan (8. dubna 1971, Northridge, Los Angeles) je americký profesor ekonomie na Univerzitě George Masona a spisovatel. Kromě toho je také spolupracovník think tanku Mercatus Center, docentem na Cato Institute a bývalým přispěvatelem blogů Freakonomics a EconLog. Publikuje také svůj vlastní blog Bet On It. Sám sebe označuje za ekonomického libertariána. Hlavní část Kaplanových vědeckých prací je věnována behaviorální ekonomice a veřejné ekonomice, zejména teorii veřejné volby.

## Vzdělání
Caplan vystudoval ekonomii na Kalifornské univerzitě v Berkeley, kde získal titul B.A. (1993). O čtyři roky později pak získal titul Ph.D. na Princetonské univerzitě. Jeho disertační práce se jmenuje Tři eseje o ekonomice společenského chování.

## Dílo

### Mýtus racionálního voliče(2007)
Caplanova první kniha Mýtus racionálního voliče (The Myth of the Rational Voter) přichází s argumenty vysvětlující příčinu selhání demokracie jako formy vlády. Ústřední myšlenkou je poukázání na neznalosti a iracionalitu voličů. Ekonomové a kognitivní psychologové zpravidla vycházejí z toho, že každý člověk „zpracovává informace“, jak nejlépe je schopen. Lidský úsudek je však výrazně ovlivněn i emocemi a ideologiemi. Tato skutečnost se pak bezprostředně promítá do výsledků kolektivního rozhodování – demokratických voleb.
Stabilní předsudky u lidí (proti trhu, proti cizincům, pro zaměstnanost a pesimistické) ovlivňují hodnocení politických programů před volbami, což vede k tomu, že politici musí zahrnout opatření vedoucí k negativním důsledkům, ale odpovídající preferencím voličů. Díky určitému manévrovacímu prostoru, který mají již zvolení politici, se snaží balancovat na tenké hraně formální politiky, která je blízká srdci voličů, aniž by však došli k extrémům, protože za negativní hospodářské výsledky budou voliči potrestáni. Jedním z východisek z této situace podle Caplana je zvýšení ekonomické gramotnosti voličů.

### Selfish Reasons to Have More Kids(2011)
V roce 2011 Kaplan vydal svou druhou knihu s názvem, který by se dal do češtiny přeložit jako „sobecké důvody, proč mít více dětí“, v níž tvrdí, že lidé často příliš pracují a v důsledku toho se bojí samotné myšlenky mít děti. Kaplanova kniha vyzývala rodiče, aby se uvolnili ve vztahu k výchově dětí. Kniha tvrdí, že jak vnímané náklady (pokud jde o náklady na výchovu dětí a úsilí) na narození dětí, mělo smysl mít více dětí na základě základní teorie nabídky a poptávky.
Kniha získala recenze v The Wall Street Journal, The Guardian, RealClearMarkets a The Washington Times. To také vedlo k debatě podporované The Wall Street Journal a The Guardian. The Guardian požádal Kaplana, aby diskutoval s „tygří mámou“ Amy Chua o výhodách přísného rodičovského stylu. Kniha byla také uvedena v reportáži v National Public Radio. Kirkus Reviews knihu popsal jako „nekonzistentní a nepřesvědčivou“.

### The Case Against Education(2018)
Dílo The Case Against Education (Argumenty proti vzdělávání) bylo publikováno v roce 2018 nakladatelstvím Princeton University Press. Caplan v knize tvrdí, že velká část vysokoškolského vzdělávání je velmi neefektivní a má jen malý vliv na zlepšení lidského kapitálu, na rozdíl od většiny obecně přijímaného konsensu v ekonomice práce, který přijímá teorii lidského kapitálu jako samozřejmost.
Hlavní nevýhodou vzdělávacího systému podle Caplana je přetížení informacemi. Studenti tráví spoustu času studiem věcí, které jim v životě vůbec nepomohou a nepřinesou zvýšení produktivity. Ale Caplan ne považuje vzdělání za zcela zbytečné. Podle jeho slov se snaží jen vyvrátit, že všechny vysoké školy vyučují užitečné dovednosti a že tyto dovednosti se na trhu práce s velkou návratností zaplatí. Cílem knihy není odradit lidi od učení se nebo zkrátit vzdělání – diplom je stále vysoko ceněn na trhu práce zaměstnavatelem, který se nezajímá o to, zda absolvent získal užitečné dovednosti nebo ne. Myšlenka autora je zkrátit dobu získání vzdělání s cílem ušetřit čas a zdroje.
Caplan také tvrdí, že by mělo být vzdělání méně dostupné, méně dotované, aby si ho nemohli dovolit všichni. Potom se mnozí naučí obejít se bez něj a pochopí, že to není tak hrozné. Neznamená to, že by měli poplatníci odmítnout podporu vzdělání, ale tvrdí, že jeho hlavním smyslem je získat schopnost myslet.

### Otevřené hranice: Věda a etika imigrace(2019)
Kaplan a karikaturista Saturday Morning Breakfast Cereal Zach Weinersmith vytvořili komiksovou populárně naučnou knihu Open Borders: The Science and Ethics of Immigration, která byla vydána 29. října 2019.
Ekonom Tyler Cowen to nazval „milníkem v ekonomickém vzdělávání, jak prezentovat ekonomické myšlenky a integraci ekonomických analýz a grafických vizuálů“. Magazín The Economist ho pochválil a řekl, že je to „ukázka úctyhodného, přesvědčivého argumentu“.
Politický komentátor Kevin D. Williamson zakončil recenzi knihy slovy: „Argumentace profesora Kaplana je mnohostranná, energická, čtivá a zaslouží si určitou skutečnou pozornost, alespoň jako cvičení při objasňování vlastního myšlení na toto téma.“

## Sociální nerovnost a ekonomický libertarianismus
Bryan Caplan, známý ekonomický libertarián, se věnuje také problematice sociální nerovnosti a jejího vztahu k ekonomickému libertarianismu. Zastává názor, že svobodný trh a minimalizace státních zásahů do ekonomiky mohou vést k lepšímu řešení problémů spojených s chudobou a sociální nerovností. Caplan argumentuje, že snižování regulace trhu a zdanění umožní podnikatelům a jednotlivcům více prostoru pro růst, což by mělo přímý dopad na snížení chudoby a zlepšení životní úrovně občanů.
Ve svých dílech Caplan také kritizuje současný systém sociálního zabezpečení a tvrdí, že je neefektivní a neudržitelný. Místo toho navrhuje přechod na systém založený na individuálním spoření a soukromých pojišťovnách, což by podle něj vedlo k větší osobní zodpovědnosti a lepšímu řešení problémů spojených s chudobou a nerovností.
Caplan také zdůrazňuje význam ekonomické gramotnosti a vzdělávání ve snaze bojovat proti chudobě a sociální nerovnosti. Ve svém díle Mýtus racionálního voliče tvrdí, že zvýšení ekonomické gramotnosti voliči by mohlo vést k lepším politickým rozhodnutím, která by se zaměřovala na efektivní řešení sociálních a ekonomických problémů.

## Další autorova díla
Kolekce článků:
- Labor Econ Versus the World (2022)
- How Evil Are Politicians? (2022)
- Don't Be a Feminist (2022)
- Voters as Mad Scientists (2023)
- You Will Not Stampede Me (2023)

## Názory
Otevřené hranice
Kaplan byl jmenován jedním z předních zastánců postoje k otevřeným hranicím v článcích v The Atlantic a Vox. Byl také odkazován v diskusích o imigraci v publikacích jako Huffington Post a Time magazine.
Kaplan publikoval článek v časopise Cato Journal s názvem Proč bychom měli omezit imigraci?, kde vedl morální a ekonomické argumenty ve prospěch otevřených hranic tím, že se obrátil na různé námitky proti své pozici s praktickými rozhodnutími. Jeho názory jsou více rozvinuty v komiksové populárně naučné knize Otevřené hranice: Věda a etika imigrace.
Anarchokapitalismus
Kaplanovy anarchokapitalistické názory diskutoval Brian Doherty ve své knize radikálové za kapitalismus a v časopise Reason. Kaplan tvrdil, že anarchokapitalisté mají více práv na historii anarchistického myšlení než hlavní anarchisté nebo „levicoví anarchisté“, jak je nazývá.
Ayn Rand a objektivismus
Mladistvou fascinaci díly rusko-americké spisovatelky Ayn Randové a jejím filozofickým systémem objektivismu Kaplan v roce 2004 popsal ve své eseji Intelektuální biografie: „odmítl jsem křesťanství, protože jsem se rozhodl, že je, řekněme, idiotské. Odmítl jsem objektivismus, s přijetím pravd kvůli nepříjemným chybám. Dovolte mi začít s hlubokými pravdami. Objektivisté měli pravdu, když trvali na tom, že realita je objektivní, lidská mysl je schopna ji pochopit a skepticismus je neopodstatněný. Správně věří, že lidé mají svobodnou vůli, morálka je objektivní a touha po vlastních zájmech je obvykle morálně správná." Poukazuje na vliv Michaela Wemera, který ho odtrhl od objektivismu.
Ve svém eseji Atlasova vzpoura a veřejná volba: zjevné paralely Kaplan chválí dílo Atlasova vzpoura Ayn Randové jako „důležitý příspěvek k sociální vědě“.